# Кампорредондо (Вальядолід)
Кампорредондо (ісп. Camporredondo) — муніципалітет в Іспанії, у складі автономної спільноти Кастилія-і-Леон, у провінції Вальядолід. Населення — 174 особи (2010).
Муніципалітет розташований на відстані близько 130 км на північний захід від Мадрида, 28 км на південний схід від Вальядоліда.

## Демографія
Динаміка населення (INE ):

## Галерея зображень

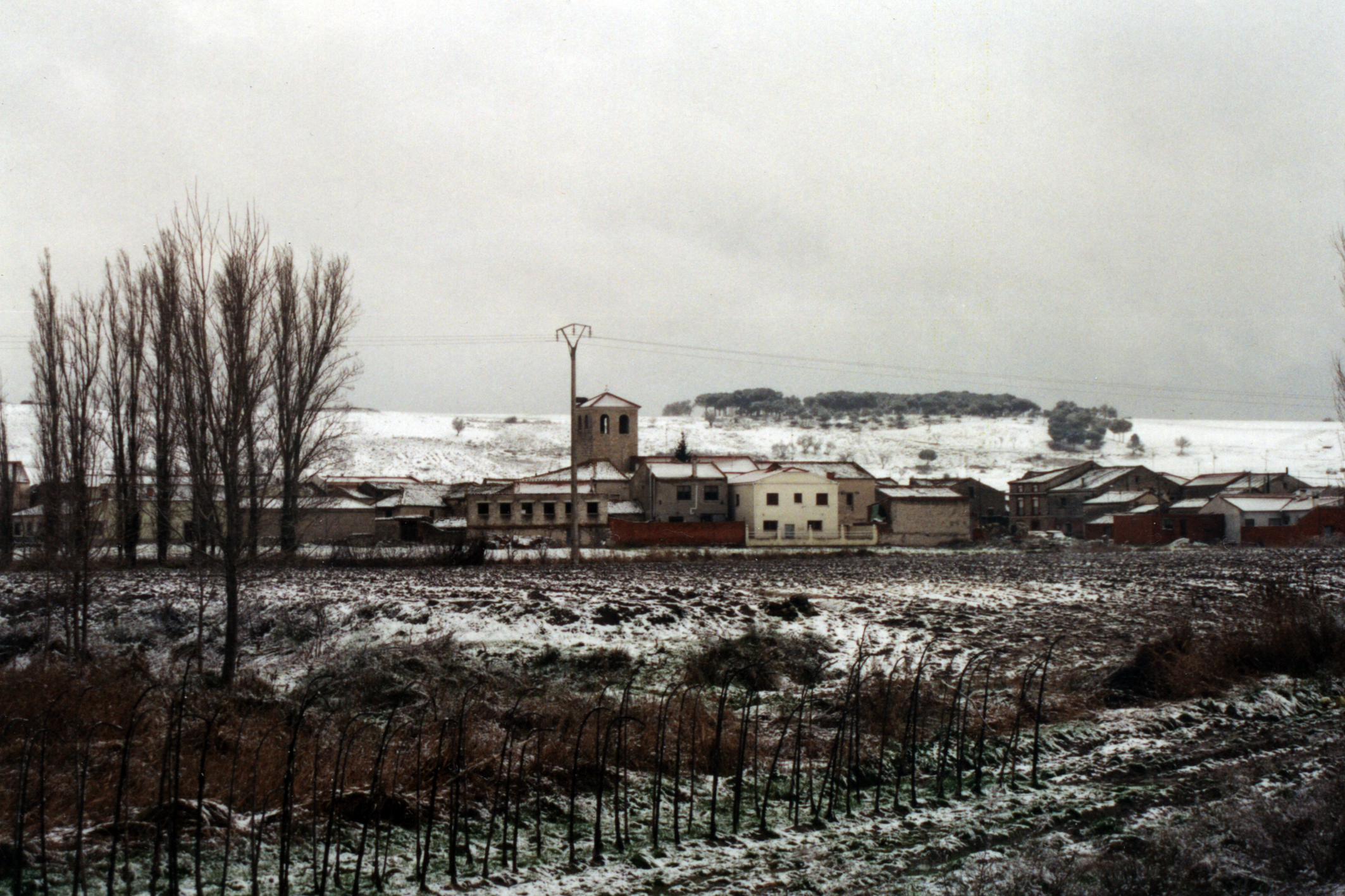
Кампорредондо взимку